# 中俄原油管道

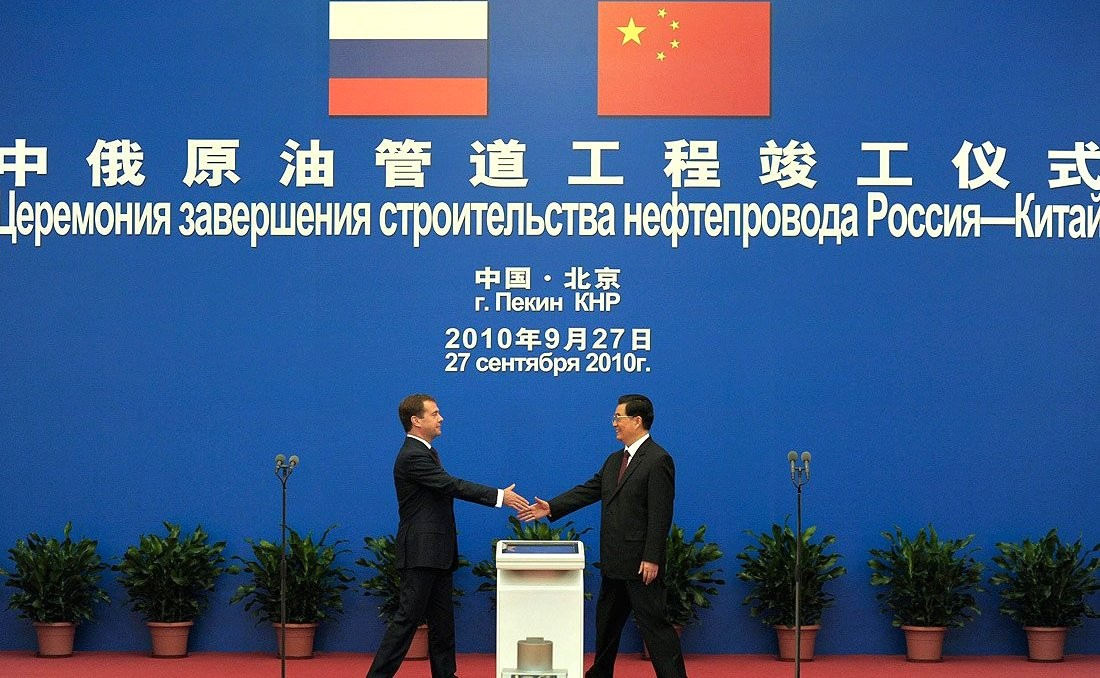
2010年中俄油管竣工

中俄原油管道，又称俄中原油管道，是东西伯利亚-太平洋石油管道的一条中国支线。中俄原油管道起自俄罗斯远东斯科沃罗季诺原油分输站，经由中国黑龙江省和内蒙古自治区内的13个市县区，止于大庆站。原油管道在俄罗斯境内长72公里，在中国境内约长930公里，全长约1000公里。

## 历程
2003年，时任俄罗斯总理的卡西亚诺夫宣布将修建从俄罗斯西伯利亚的安加尔斯克至中国大庆的输油管道。但由于俄方一直在此方案与日本提出的安加尔斯克到纳霍德卡方案间举棋不定，使该方案计划暂时搁浅。2009年，中国贷款250亿美元给俄罗斯，作为交换条件，俄罗斯宣布从2011年起的20年内，每年出口30万桶原油给中国，并签署了中俄原油管道的启动协议。2009年4月27日，俄罗斯境内的中俄原油管道开工建设，5月18日，中国境内的中俄原油管道开工。2010年8月31日，中俄原油管道俄罗斯段竣工，俄罗斯总理普京出席了开通仪式，并亲自打开注油阀门。而中国段则于2011年1月建成投产。